# A Big Package for You
A Big Package for You: 1999-2003 es un DVD/CD por la banda pop punk Simple Plan, de Montreal, Canadá. La banda está formada por 5 chicos: Pierre Bouvier, el cantante, David Desrosiers, bajista y corista, Sébastien Lefebvre, guitarrista y segunda voz, Chuck Comeau, baterista y Jeff Stinco, guitarrista.

## Listado

### DVD ("A Big Package for You")
- Meet Simple Plan
- Recording "No Pads, No Helmets... Just Balls"
- Shooting the Album Cover
- Making Our First Video
- Going on Tour
- Filming "I'd Do Anything"
- Guten Tag from Europe
- Hitting the Road Again
- Behind the Scenes at the "Addicted" Video Shoot
- Konichiwa from Japan!
- Experimenting in Bangkok
- SP Loves Going Down...Under: Australia 2002
- Spring Break! SP Under the Sun!
- Big Rock Show: SP Does Arenas
- Return to the Land of the Rising Sun
- The "Perfect" Video
- Punk Rock Summer Camp: Warped Tour '03
- Looking Back...

### CD ("A Small Package for You")
1. Crash and Burn
2. One Day (Live)
3. I'd Do Anything (En vivo)